# Кирилівська фортеця
Кирилівська фортеця — фортеця, що входила до складу Дніпровської лінії укріплень. Існувала у 1770—1791 рр., до нашого часу збереглися лише незначні залишки земляних валів.
Фортецю було названо на честь останнього гетьмана України Кирила Розумовського.

## Історія
Будівництво було розпочато у 1770 р. поблизу сучасного села Семенівка Пологівського району Запорізької області у верхів'ях р.Токмачка.
Кирилівська фортеця була середньою фортецею Дніпровської лінії укріплень і планувалась як велика споруда з чотирьох цитаделей — головної частини укріплення. Але у зв'язку із приєднанням Кримського ханства та південної України до складу Російської імперії та зняттям татарської загрози спорудження велося за спрощеною схемою.
Будівництво було завершено у 1775 році, площа фортеці складала 2980 десятин. Було збудовано лише одну цитадель, яка була оточена зовнішнім ровом та великим равеліном з боку річки для посилення оборонної лінії. З усіх боків фортеця була обнесена земляним насипом заввишки 10-14 метрів. Лицева сторона укріплення дивилася на Сиву могилу (сучасна Синя гора) та Азовське море, бо саме з цього боку очікували напад татар і турків, а Сива могила була добре укріпленим спостережним пунктом.
Для коменданта та офіцерів звели кам'яні будинки, для солдатів — кам'яні казарми. У 1782 році у фортеці була відкрита похідна церква, яку перенесли з с. Матвіївка Катеринославської губернії.
Фортеця мала велику кількість підземних споруд, для зберігання зброї, пороху та їжі, існували підземні колодязі.
Було прорито кілька підземних виходів із фортеці, один з яких вів до річки (південний), а другий (північний) називався замаскованим, рятівним.
В кінці XVIII ст. поруч з фортецею було зведено близько двох десятків приватних та казенних будинків, склади, цегельний завод. Так виникло селище Семенівка, в якому станом на 1793 рік проживало вже 50 мешканців. Також під час створення фортеці на розпорядження Російського Уряду відставними солдатами було заселене нове село Кінські Роздори, що розташовано поблизу фортеці.
Після приєднання в 1783 році Кримського ханства до Російської імперії Дніпровська лінія втратила воєнно-стратегічне значення, тому у 1791 році фортецю розформували.
Фортецю зображено на гербі села Семенівка.

## Сучасний стан
Ще декілька десятиліть тому, у часи, коли річка Токмачка була повноводною зберігалось чотири бастіони, а фортеця у плані була подібна літері Х. Зараз від укріплень залишилися лише певні вали висотою 3-6 м, які утворюють трапецію неправильної форми, поверхня споруди задернована. Форма валов не збереглася, лише наявний кінець південно-західного бастіону. Пам'ятний знак, який би сповіщав про Кирилівську фортецю відсутній.